# ジャーヌ・ベルビエ

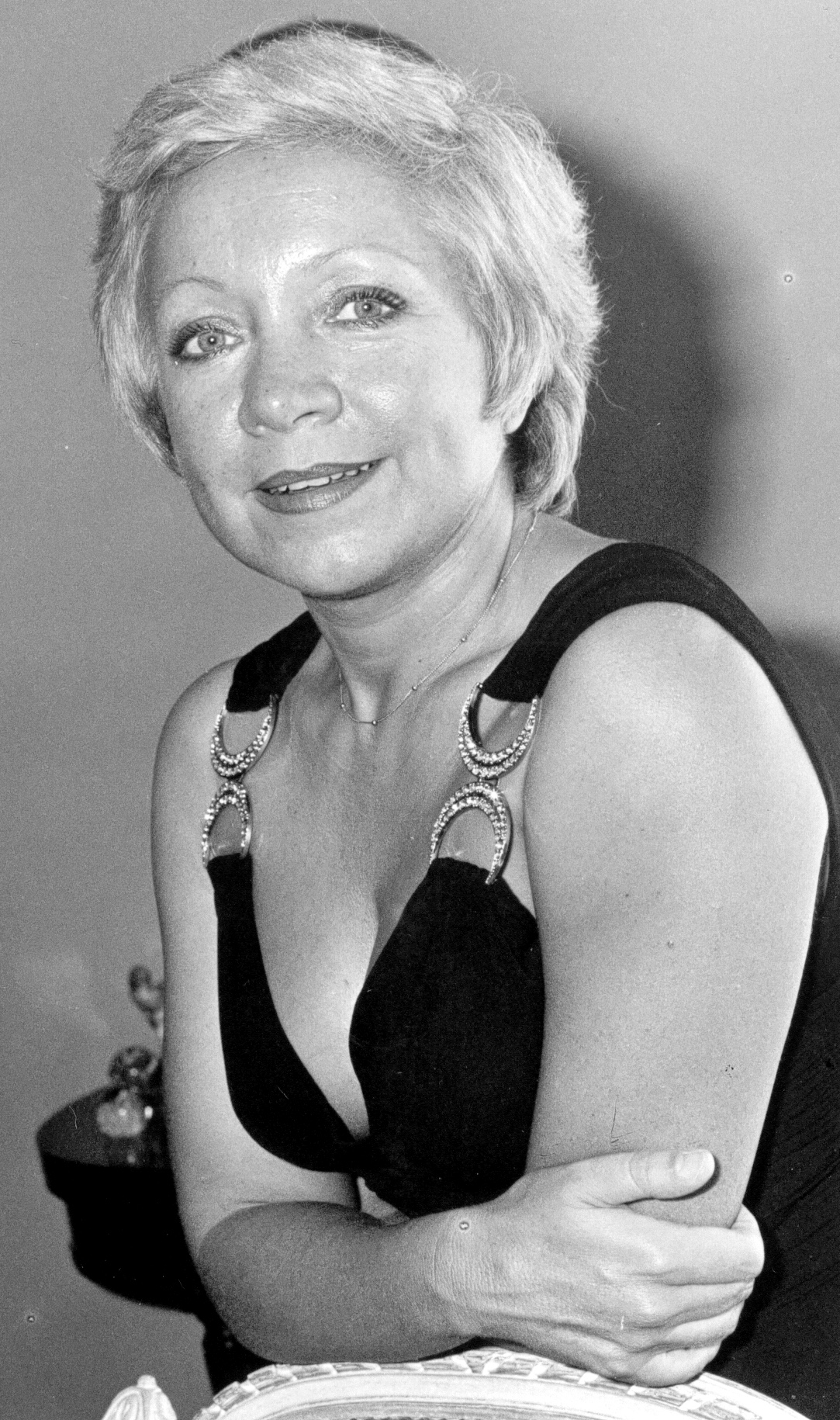
ジャーヌ・ベルビエ

ジャーヌ・ベルビエ（Jane Berbié, 1931年5月6日 - ）は、フランス出身のソプラノ歌手。
ヴィルフランシュ＝ド＝ロラゲの生まれ。トゥールーズ音楽院でピアノと声楽を学ぶ。1954年にトゥールーズ市立劇場に於いてジャック・オッフェンバックの《ホフマン物語》のニクラウス役でデビューを飾った。1958年にモーリス・ラヴェルの《子供と魔法》の上演でスカラ座に初登場。1959年にはジョルジュ・ビゼーの《カルメン》のメルセデス役でパリ国立歌劇場の舞台に初めて立った。1971年にはジョアキーノ・ロッシーニの《セビリアの理髪師》でコヴェントガーデン王立歌劇場に初登板している。